# Cratère de Montagnais
Le cratère de Montagnais est un cratère d'impact créé par une météorite au sud du plateau continental de la Nouvelle-Écosse au Canada de latitude N 42° 53' et de longitude W 64° 13'. Il mesure 45 km de diamètre et on estime son âge à 50,50 ± 0.76 millions d'années. Le cratère se situe sous la mer et il est recouvert de sédiments marins.